# Hamed
Hamed ist ein Vorname und Familienname.

## Herkunft und Bedeutung
Hamed ist eine Variante des Namens Hamid; der Name stammt aus dem arabischen Raum.

## Bekannte Namensträger

### Vorname
- Hamed Abdel-Samad (* 1972), ägyptischer Politikwissenschaftler und Historiker
- Hamed Afagh (* 1983), iranischer Basketballspieler
- Hamed Haddadi (* 1985), iranischer Basketballspieler
- Hamed Jannat (* 1989), iranischer Bahn- und Straßenradrennfahrer
- Hamed Karoui (1927–2020), tunesischer Politiker
- Hamed Malekmohammadi (* 1983), iranischer Judoka
- Hamed Namouchi (* 1984), tunesischer Fußballspieler
- Hamed Saveh Shemshaki (* 1985), iranischer Grasskiläufer
- Hamed Sohrabnejad (* 1983), iranischer Basketballspieler
- Hamed Junior Traorè (* 2000), ivorischer Fußballspieler, siehe Junior Traorè

### Familienname
- Adham Hamed (* 1988), österreichischer Friedens- und Konfliktforscher
- Ahmed Hamed (* 1997), ägyptischer Moderner Fünfkämpfer
- Aymen Hamed (* 1983), tunesischer Handballspieler
- Badr Hamed (* 1960), ägyptischer Fußballspieler
- David Hamed (* 1974), französischer Fußballspieler
- Driss ben Hamed Charhadi (1937–1986), marokkanischer Schriftsteller
- Kamal Hamed, ägyptischer Fußballspieler
- Mahmud Bahaa Hamed (* 1986), ägyptischer Tennisspieler
- Menna Hamed (* 1998), ägyptische Squashspielerin
- Mohamed Abdel Hamed (* 1959), ägyptischer Volleyballspieler
- Naseem Hamed (* 1974), britischer Boxer
- Nazar Hamed (* 1988), sudanesischer Fußballspieler
- Nima Arkani-Hamed (* 1972), kanadischer Physiker
- Osama Hamed (* 1971), ägyptischer Fußballspieler
- Soufeina Hamed (* 1989), Comic-Künstlerin und Illustratorin
- Tarek Hamed (* 1988), ägyptischer Fußballspieler
- Yaser Hamed (* 1997), palästinensischer Fußballspieler
- Yasin Hamed (* 1999), sudanesischer Fußballspieler
- Zaid Abou Hamed (* 1970), syrischer Leichtathlet